# Maison Constantin
Le maison Constantin est un édifice situé dans la ville de Dijon, dans la Côte-d'Or en région Bourgogne-Franche-Comté.

## Histoire
La maison Constantin, en totalité, tel que délimité par le plan annexé, avec son jardin y compris ses éléments de second-œuvre, notamment dans le hall d’entrée, la cage d’escalier, la salle de bains au 1er étage et ses murs et les grilles de clôture, sise 26 rue Charles–le–Téméraire et 55 rue de Fontaine, sur la parcelle n°49, figurant au cadastre HL sont inscrits au titre des monuments historiques par arrêté du 18 juillet 2018.